# 日本美術会
日本美術会（にほんびじゅつかい）は、第二次世界大戦後である1946年4月に洋画家の内田巌を書記長として創立された左派系美術家による団体。略称「日美」。

## 概要
鈴木賢二や岡本唐貴といった、第2次世界大戦前のプロレタリア美術運動経験者も創立時に参加した。初代書記長の内田巌は1948年に日本共産党入党し、実質的に日本共産党の文化部門となった。創立時の委員には須田国太郎、林武、児島善三郎、岡鹿之助、柳原義達、土方定一らがいる。
1949年から、1950年代の末にかけて、野口弥太郎、水沢澄夫、井上長三郎、別府貫一郎、吉井忠、新海覚雄、箕田源二郎、硲伊之助、中島保彦らが委員長や書記長（事務局長）に選ばれた。
1960年前後、事務局長に桂川寛、中野淳、金野新一、澤田俊一らが選ばれた。
1990年代に東京都美術館の予算縮減案が提出された頃、再三、都知事、都議会、教育庁に対して、美術家平和会議・全日本職場美術協議会とともに申し入れを行った。
2003年1月12日、「ノー・ウォー美術家の集い横浜」（稲木秀臣、加藤義郎、日夏露彦ら10人）が発表した反戦アピール「戦争？やめてよ!!!」に団体として賛同。
機関誌として『美術運動』（最近は年1回発行）を刊行している。

## 沿革
1946年4月、自由学園講堂で創立総会。
1947年1月、機関誌「美術運動」創刊。12月4日〜12月18日、第1回日本アンデパンダン展。出品142名。232点。
1948年11月22日〜12月16日、第2回日本アンデパンダン展。柳瀬正夢、靉光等戦争の犠牲となった画家の作品143点を特別展示。12月、東京美術学校講堂で開いた第2回大会で、委員長硲伊之助、書記長永井潔を選出。
1964年2月18日〜3月1日、第17回日本アンデパンダン展に日本リアリズム写真集団初参加。
1966年7月臨時総会で、付属日本民主主義美術研究所（略称＝民美、初代所長＝永井潔）設置決定。
2008年3月、第61回日本アンデパンダン展の会場を第1回以来使用してきた東京都美術館から「国立新美術館」に変更して開催。

## 日本アンデパンダン展
1947年、フランスの無鑑査・無褒章・自由出品の美術展を模倣して、東京都美術館でアンデパンダン展「日本アンデパンダン展」を開催し、美術界に新風を巻き起こした。読売新聞社が2年後に同じ名前で展覧会を開催して問題化したこともあったが、こちらが元祖で現在も継続中。尚、フランスの展覧会と酷似した名称ではあるが、実際には一切関係は無い。読売側は日美からの抗議申し入れを受けて「読売――」と改称し、1963年で終了。
これまでに、硲伊之助、井上長三郎、森芳雄、鶴岡政男、中村宏、司修、川島猛、本郷新、佐藤哲三、小野忠重、中島保彦、中谷泰、いわさきちひろ、市村三男三、鳥居敏文、浅野琢也、山本弘、若林景光、桂川寛、箕田源二郎、新海覚雄、河原温、砂澤ビッキ、寺田政明、高山良策 、高塚省吾（第7回から第11回まで）、増山麗奈といった美術家が出品している。
初開催から1950年代にかけてはアメリカ、西欧の芸術を退廃的だと排除する「スターリン＝ジダーノフ路線」の影響を受けて、「頽廃文化」反対が第2回日本アンデパンダン展（1948年）のスローガンに掲げられた。同時に掲げられた「民主民族美術建設」のスローガンは、1948年3月の日本共産党中央委員会の平和アッピールの「党が先頭にたつ民主民族戦線」に呼応するものだった。
1960年代前半は、前衛芸術も含め、リアリズム以外の様々な流派の美術家の結集を目指し、事実、アヴァンギャルドの美術家の一部を結集しながらも、ソ連、東ドイツ、キューバなどの芸術家との交流を強化し、社会主義リアリズムを讃美する傾向が強い時期もあり、イデオロギー対立の結果、若手を育成する土壌にならなかったとの指摘もある。